# 스쿠드라
스쿠드라는 아케메네스 왕조의 페르시아 제국에 속하는 사트라피였다.
스쿠드라가 아케메네스 제국에 속하게 된 것은 기원전 492년에 마르도니우스에게 정복되면서 부터였다. 스쿠드라는 아케메네스 제국이 유럽으로 정복을 계속하는데 중요한 기지의 역할을 했다.